# Prelazia Territorial de Huautla
A Prelazia Territorial de Huautla (em latim: Praelatura Territorialis Huautlensis) é uma prelazia da Igreja Católica localizada no município  de Huautla de Jiménez, no estado de Oaxaca, pertencente a Arquidiocese de Antequera no México. Foi fundada em 8 de outubro de 1972 pelo Papa Paulo VI. Com uma população católica de 120.000 habitantes, sendo 89,6% da população total, possui 10 paróquias com dados de 2021.

## História
Em 8 de outubro de 1972 o Papa Paulo VI cria a Prelazia Territorial de Huautla através do território da Arquidiocese de Antequera. Em 1979 a Prelazia perde território para a formação da Diocese de Tuxtepec.

## Lista de prelados
A seguir uma lista de prelados desde a criação da prelazia em 1972. 
|                                     | Nome                               | Período             | Notas                           |
| Prelados de Huautla                 | Prelados de Huautla                | Prelados de Huautla | Prelados de Huautla             |
| ----------------------------------- | ---------------------------------- | ------------------- | ------------------------------- |
| 4º                                  | Guadalupe Antonio Ruíz Urquín      | 2020 - atual        |                                 |
| 3º                                  | José Armando Álvarez Cano          | 2011 - 2019         | Nomeado bispo de Tampico        |
| 2º                                  | Héctor Luis Morales Sánchez        | 2005 - 2011         | Nomeado bispo de Nezahualcóyotl |
| 1º                                  | Hermenegildo Ramírez Sánchez, M.J. | 1975 - 2005         |                                 |
| Administrador apostólico de Huautla |                                    |                     |                                 |
| 1º                                  | Hermenegildo Ramírez Sánchez, M.J. | 1972 - 1975         | Nomeado prelado dessa prelazia  |